# 斯里尼瓦斯普尔
斯里尼瓦斯普尔（Srinivaspur），是印度卡纳塔克邦Kolar县的一个城镇。总人口22926（2001年）。

## 人口
该地2001年总人口22926人，其中男性11793人，女性11133人；0—6岁人口3337人，其中男1685人，女1652人；识字率63.56%，其中男性为68.46%，女性为58.38%。